# 領石通停留場
領石通停留場（りょうせきどおりていりゅうじょう）は、高知県高知市大津にあるとさでん交通後免線の路面電車停留場。「大津領石通」と案内されることもある。
本項ではかつて付近に存在した大津停留場（おおつていりゅうじょう）についても述べる。

## 歴史

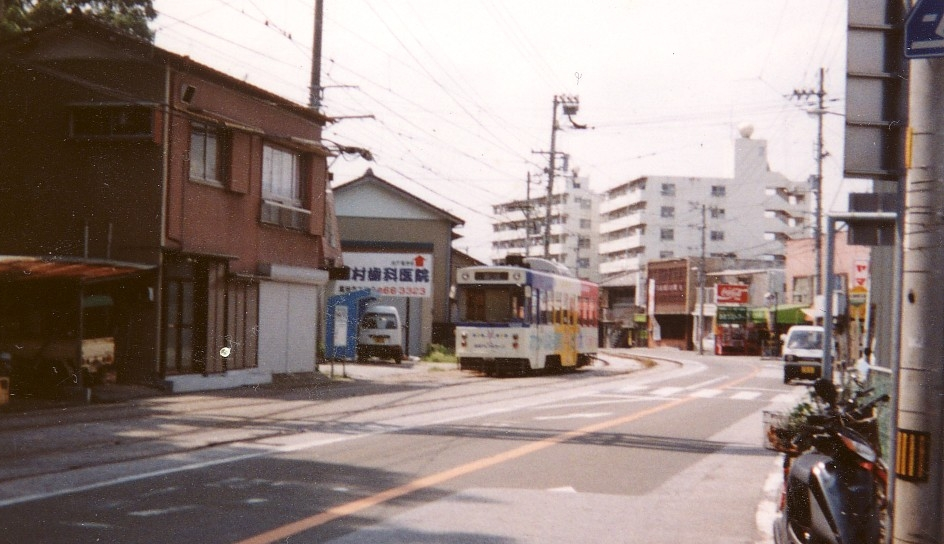
移設前の停留場（1996年）

領石通停留場が開業したのは1910年（明治43年）12月。とさでん交通の前身土佐電気鉄道によって鹿児停留場から大津停留場までの区間が開通したのに合わせて開業した。この大津停留場は当停留場の隣、後免町寄り0.4キロメートル地点に存在した停留場。当停留場に同じく鹿児 - 大津間の開通に合わせて開業し、当時ははりまや橋方面から開通してきた路線の終点だった。翌1911年（明治44年）1月には後免町方面に路線が伸び、後免中町通停留場までの区間が開通。大津停留場はその後、1912年（明治45年・大正元年）以降に廃止されたとされる。
2003年（平成15年）には北を流れる舟入川の河川改修とそれに伴う道路の拡幅を受け、当停留場付近で後免線の軌道を新線に切り替え。合わせて当停留場も移設されている。

### 年表
- 1910年（明治43年）12月4日：鹿児から大津までの区間が開通、土佐電気鉄道の停留場として開業[2][3]。
- 1911年（明治44年）1月27日：大津から後免中町通までの区間が開通[2][3]。
- 1912年（明治45年・大正元年）以降：大津停留場が廃止[3]。
- 1984年（昭和59年）11月1日：渡り線を新設。高知市内から20本が折り返し運転開始[5]。
- 2003年（平成15年）：護岸工事による線路付け替えに伴い、はりまや橋方面のりばを6月21日、後免町方面のりばを7月5日に移設。現在の位置となる。
- 2014年（平成26年）10月1日：土佐電気鉄道が高知県交通・土佐電ドリームサービスと経営統合し、とさでん交通が発足[6]。とさでん交通の停留場となる。

## 停留場構造

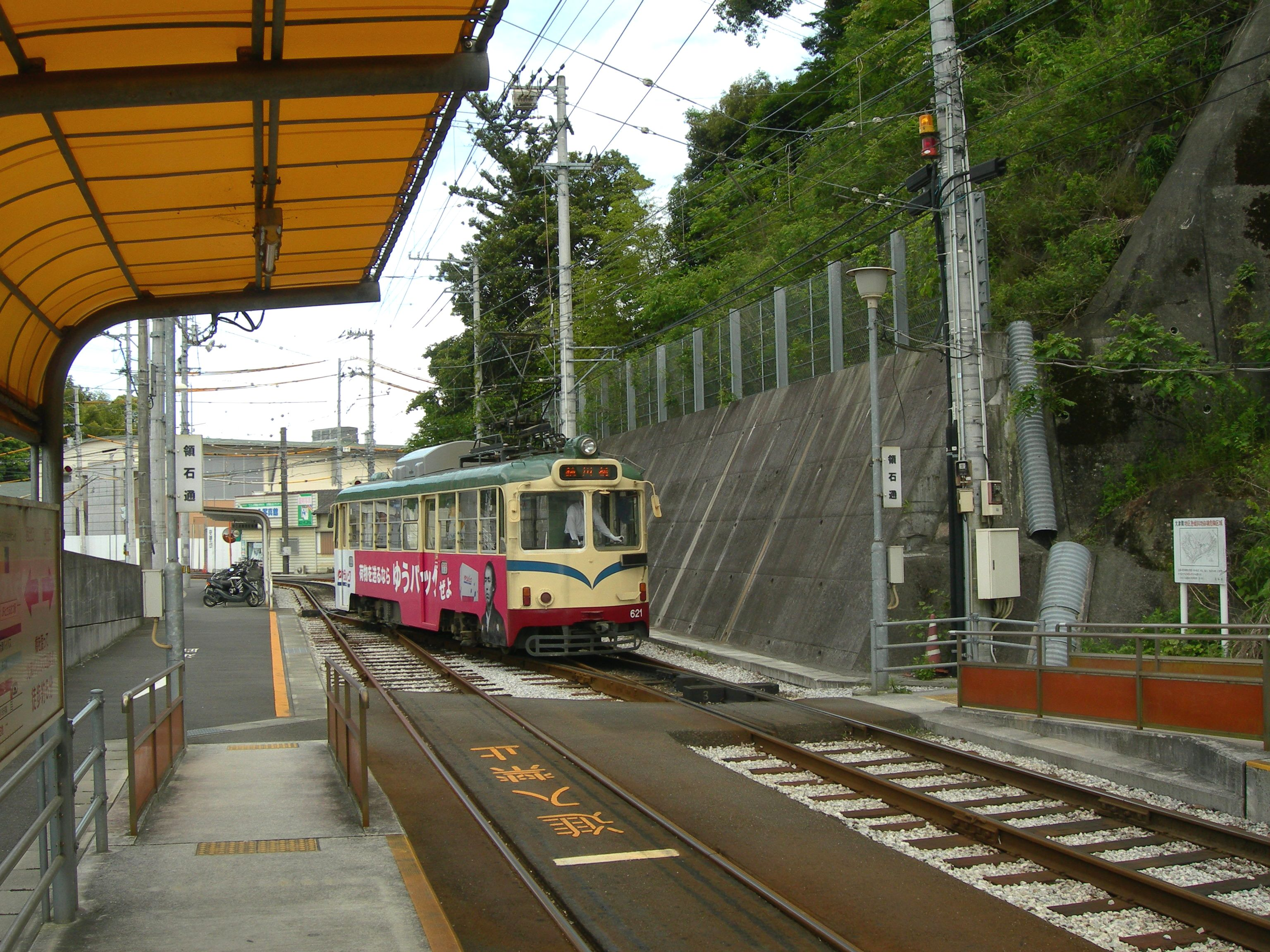
渡り線

ホームは2面あり、東西方向に伸びる2本の線路を挟んで向かい合わせに配置される（相対式ホーム）。線路の北側にあるのが後免町方面行きのホーム、南にあるのがはりまや橋方面行きのホーム。はりまや橋方面のホームに職員（乗務員）・男女兼用の水洗式便所がある。駐輪場も整備されている。
後免町方に渡り線があり、はりまや橋方面への折り返し便が昼間を中心に設定される。

## 停留場周辺
近くに高校があり、住宅も多いため利用者は比較的多い。岡豊町八幡地区など南国市一部地域の最寄りとなる。停留場名にある「領石」は根曳峠の登り口にあたる南国市の地名。当地から北に伸びる旧街道を進むと領石に至る。
- 四国旅客鉄道（JR四国）土讃線・土佐大津駅
- 国道195号
- 高知県道252号八幡大津線
- 高知県道374号高知南国線
- 高知県立岡豊高等学校
- 岡豊城
- 舟入川

## 隣の停留場
とさでん交通
後免線
清和学園前停留場 - 領石通停留場 - 北浦停留場